# Guillem de York
|  | Per a altres significats, vegeu «Sant Guillem (desambiguació)». |

Guillem de York (York, final del s. XI - 1154) va ésser un prevere i bisbe de York. És venerat com a sant per l'Església catòlica i l'anglicana.

## Biografia
Havia nascut com a William FitzHerbert, William I FitzHerbert i també fou conegut com a Guillem de Thwayt. Fill de Herbert de Winchester, o de Herbert FitzAlberic, estava emparentat amb el rei Esteve d'Anglaterra (sembla que la seva mare, Emma, era germanastre del rei). Va seguir la carrera eclesiàstica i va obtenir els beneficis de Weighton (Yorkshire) entre 1109 i 1114, i fou tresorer de la Catedral de York. Intervingué en la disputa entre els bisbes Thurstan de York i el de Canterbury sobre la subordinació del primer al segon, que era el que volia el rei Enric I d'Anglaterra. Thurstan fou exiliat i Guillem l'acompanyà, anant a Roma, i no pogueren tornar a Anglaterra fins al 1121; en 1127, el papa decretà la independència dels arquebisbes de York.
El gener de 1141 va ésser nomenat arquebisbe de York amb el suport del rei, després que altres candidats proposats per diferents partits no aconseguissin la confirmació papal. Els cistercencs de la regió s'oposaren a l'elecció, acusant-lo de simonia, però finalment Innocenci II el confirmà i el 26 de setembre de 1143 fou consagrat bisbe de York. Va començar la reforma eclesiàstica de la diòcesi i esdevingué popular. Els cistercencs continuaven sense voler reconèixer-lo i influïren perquè el nou papa Eugeni III, també cistercenc, el deposés i nomenés arquebisbe Henry Murdac, cistercenc, en 1147. Guillem es retirà a Winchester.

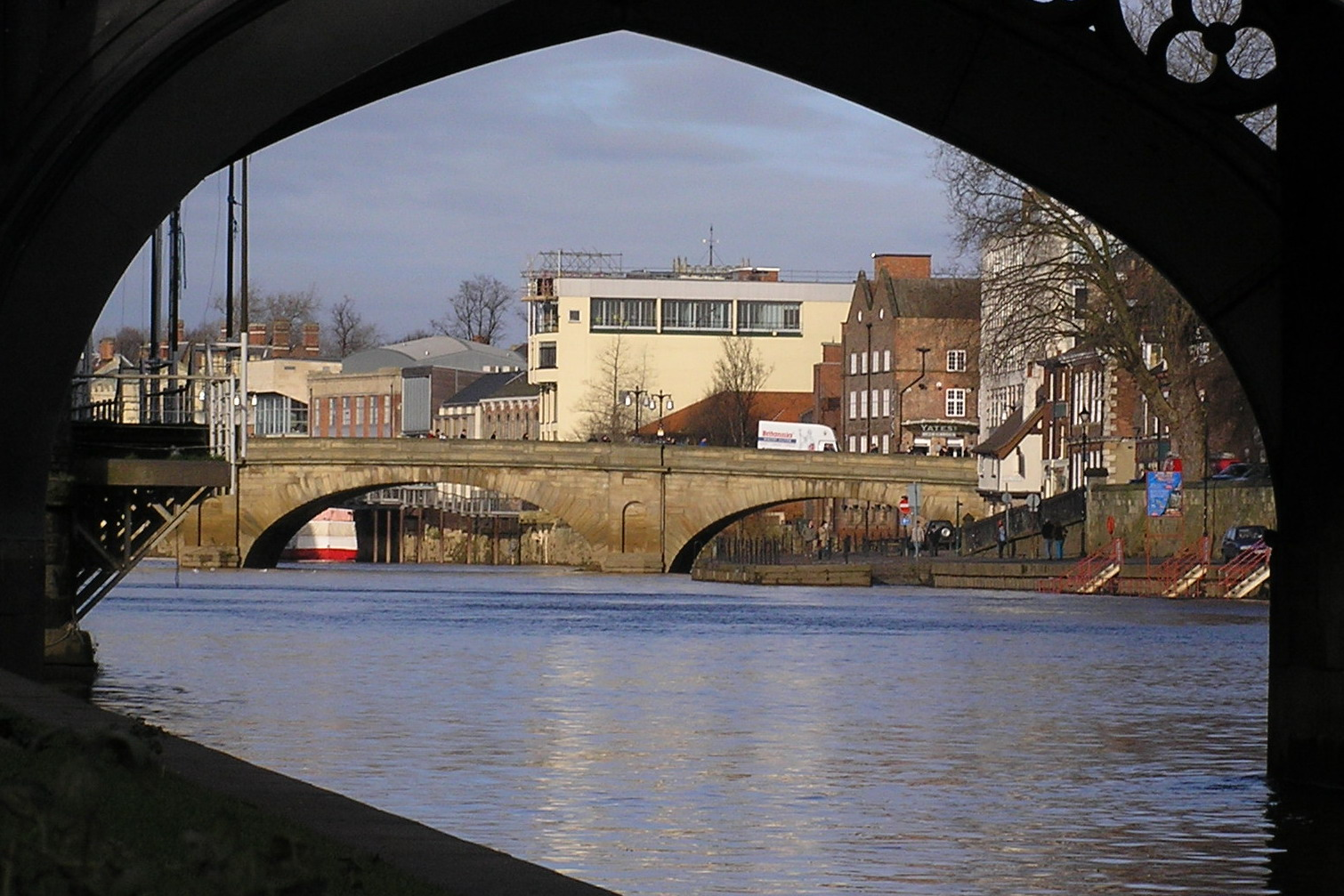
Pont d'Ouse, que va enfonsar-se amb el bisbe Guillem

Fins al 1153, FitzHerbert va treballar per retornar a la seu de York, amb el suport del rei Esteve. La recuperà en 1154, quan van morir Murdac i Eugeni III i el nou papa Anastasi IV el va restaurar com a bisbe. En tornar a York, mentre la processó triomfal travessava el pont de l'Ouse, a York, aquest es va enfonsar, tot i que no va haver-hi víctimes. No havia passat un mes encara quan, el 8 de juny va morir. Es va dir que el vi de la missa havia estat enverinat. Guillem fou sebollit a la catedral i aviat se li atribuïren miracles i la seva tomba, des de 1177, va ésser meta de pelegrinatge.

## Veneració
Honori III va ordenar la investigació dels suposats miracles en 1223 i el 18 de març de 1226 fou canonitzat. La festa litúrgica es va fixar el 8 de juny, dia de la seva mort. Les seves restes, redescobertes cap al 1969, són avui a la cripta de la catedral de York.